# 田原禎次郎
田原 禎次郎（たわら ていじろう、生年不明 - 1923年〈大正12年〉）は、明治から大正にかけての翻訳者・文筆家・ジャーナリスト。号は天南。後藤新平の知己であり、ドイツ語文献の翻訳や中国事情に関する書籍を刊行した。

## 事績
山形県西村山郡谷地町（現・河北町）に生まれる。仙台で岡万里（岡麑泉）の下で漢学を修め、次いで東京に出て愛宕下の岡千仭（岡鹿門）私塾「綏猷堂」で学んだ。さらに本郷台町の独逸学校や神田区小川町の獨逸学協会学校でドイツ語を学ぶ。独逸学協会学校では普通科・専修科の両科を卒業した。
1900年（明治34年）、『台湾日日新報』の招聘に応じて台湾へ渡り、記者・編集長・主筆となる。翌年からは、旧知である社長・守屋善兵衛の相談相手として社内で台頭し、和文部を切り回すようになったとされる。また、この時に台湾総督府長官・後藤新平に認められ、終生交流することになる。
1904年（明治37年）、ブレスニッツ・フォン・シダコッフ著『露国の闇黒面』を民友社から翻訳・刊行し、明治天皇に献上した。シダコッフの訳書については、国粋主義刊行物を主力とする民友社と博文館から3作が出された。以後、田原による著述・翻訳活動は盛んになっていく。1909年（明治42年）から1915年（大正4年）にかけて実施された『谷地町志』編纂事業にも協力した。
1910年（明治43年）、ドイツのベルリンなど欧州各国を遊学する。同年、『満洲日日新聞』に入ると副主筆から主筆に進み、更に取締役となる。1918年（大正7年）10月、森川照太・橘樸らと共に天津にて『京津日日新聞』を創刊したが、1919年（大正8年）2月に田原は退社し、森川単独の経営となった。同年、パリ講和会議に出席し、その後も欧州にて無産政党の思想や行動を研究したとされる。
帰国後、台湾統治史を編纂していたが、その最中の1923年（大正12年）に死去。

## 著作
〔著作・編纂〕
- 『清国西太后』（台湾日日新報社、1908年）
- 『膠州湾』（満洲日日新聞社、1914年）
- 『清末民初中国官紳人名録』（中国研究会、1918年）※編纂

〔口述〕
- 『蒙古征欧史』（台湾日日新報社、1905年）

〔翻訳〕
- ブレスニッツ・フォン・シダコッフ『露国の闇黒面』（民友社、1904年）
- （ブレスニッツ・フォン・）シダコッフ『光栄之日本』（博文館、1905年）
- ブレスニッツ・フォン・シダコッフ『露国皇室の内幕』（民友社、1905年）

〔遺稿〕
- 田原丈夫『天南遺稿』（1923年）